# Daltonia aristata
Daltonia aristata är en bladmossart som beskrevs av Geheeb och Georg Ernst Ludwig Hampe 1879. Daltonia aristata ingår i släktet Daltonia och familjen Daltoniaceae. Inga underarter finns listade i Catalogue of Life.